# Grover Beach
Grover Beach is een plaats (city) in de Amerikaanse staat Californië, en valt bestuurlijk gezien onder San Luis Obispo County.

## Demografie
Bij de volkstelling in 2000 werd het aantal inwoners vastgesteld op 13.067.
In 2006 is het aantal inwoners door het United States Census Bureau geschat op 12.802, een daling van 265 (-2,0%).

## Geografie
Volgens het United States Census Bureau beslaat de plaats een oppervlakte van
6,0 km², geheel bestaande uit land.

## Plaatsen in de nabije omgeving
De onderstaande figuur toont nabijgelegen plaatsen in een straal van 24 km rond Grover Beach.